# Universidade de Henan

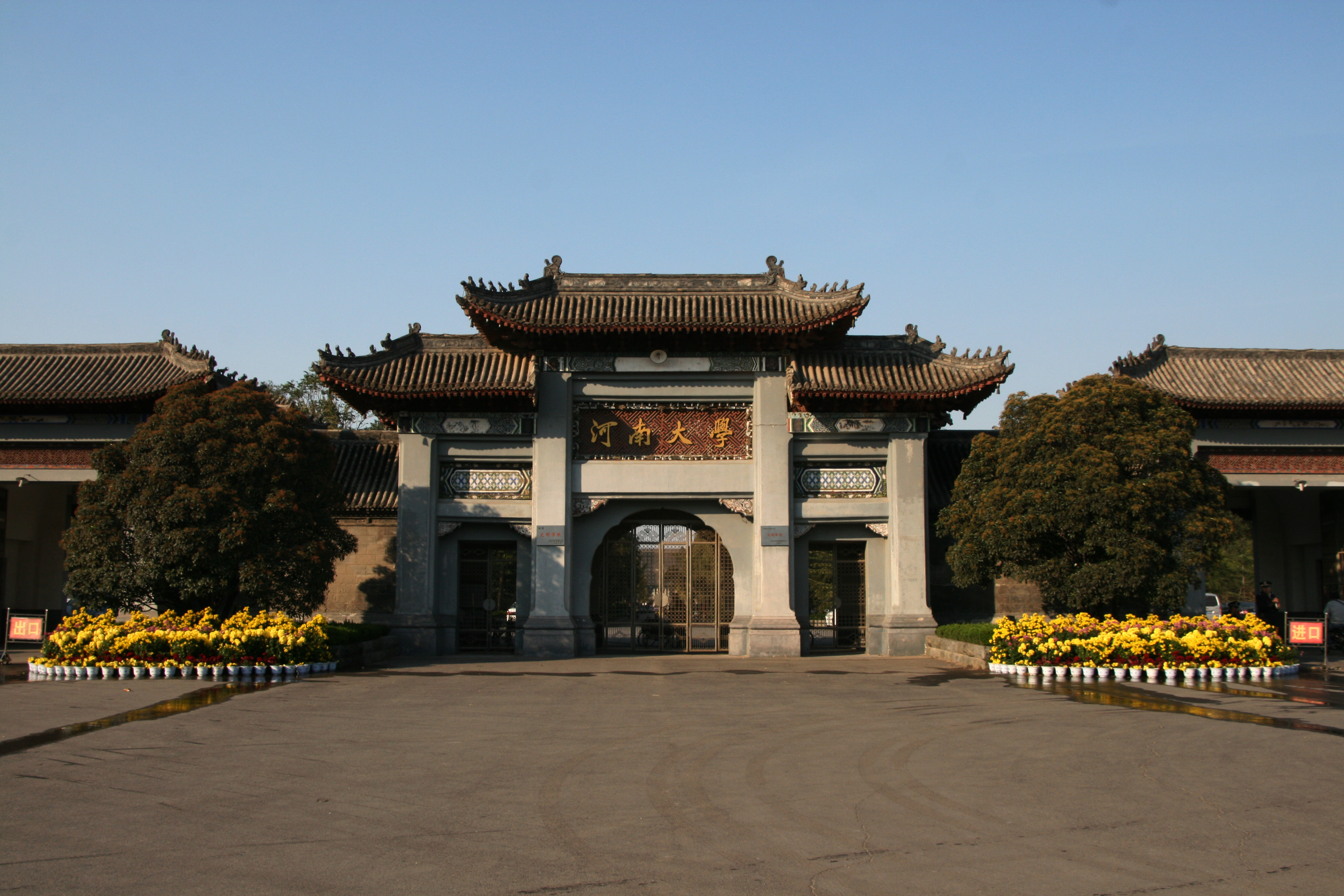
Portão

A Universidade de Henan (chinês simplificado: 河南大学, chinês tradicional: 河南大學) é uma universidade pública localizada na cidade de Kaifeng, na província de Henan, China. É a primeira universidade moderna da província de Henan, cujas origens remontam a 1912 com a fundação da Escola Preparatória de Henan para Estudos na América, estabelecida no local original do Colégio Henan. A universidade possui 40.000 estudantes de graduação, 12.000 pós-graduandos e 4.600 membros do corpo docente. O campus tem uma área total de 2,2 quilômetros quadrados, com uma área construída de 1,47 quilômetros quadrados.
Em 2021, a Universidade de Henan estabeleceu um novo campus em Zhengzhou.